# Syagros
Pour les articles homonymes, voir Syagrus (homonymie).
Syagros ou Syagrus (en grec ancien Σύαγρος / Súagros) est un poète épique grec semi-légendaire rattaché aux poètes cycliques.
Élien le situe après les légendaires Orphée et Musée d'Athènes et avant Homère qu'il annonce : Syagros aurait en effet été le premier à chanter la guerre de Troie,.
Diogène Laërce en fait un contemporain d'Homère puisqu'il accuse Syagros de s'être querellé avec lui.